# Новая Астрахань

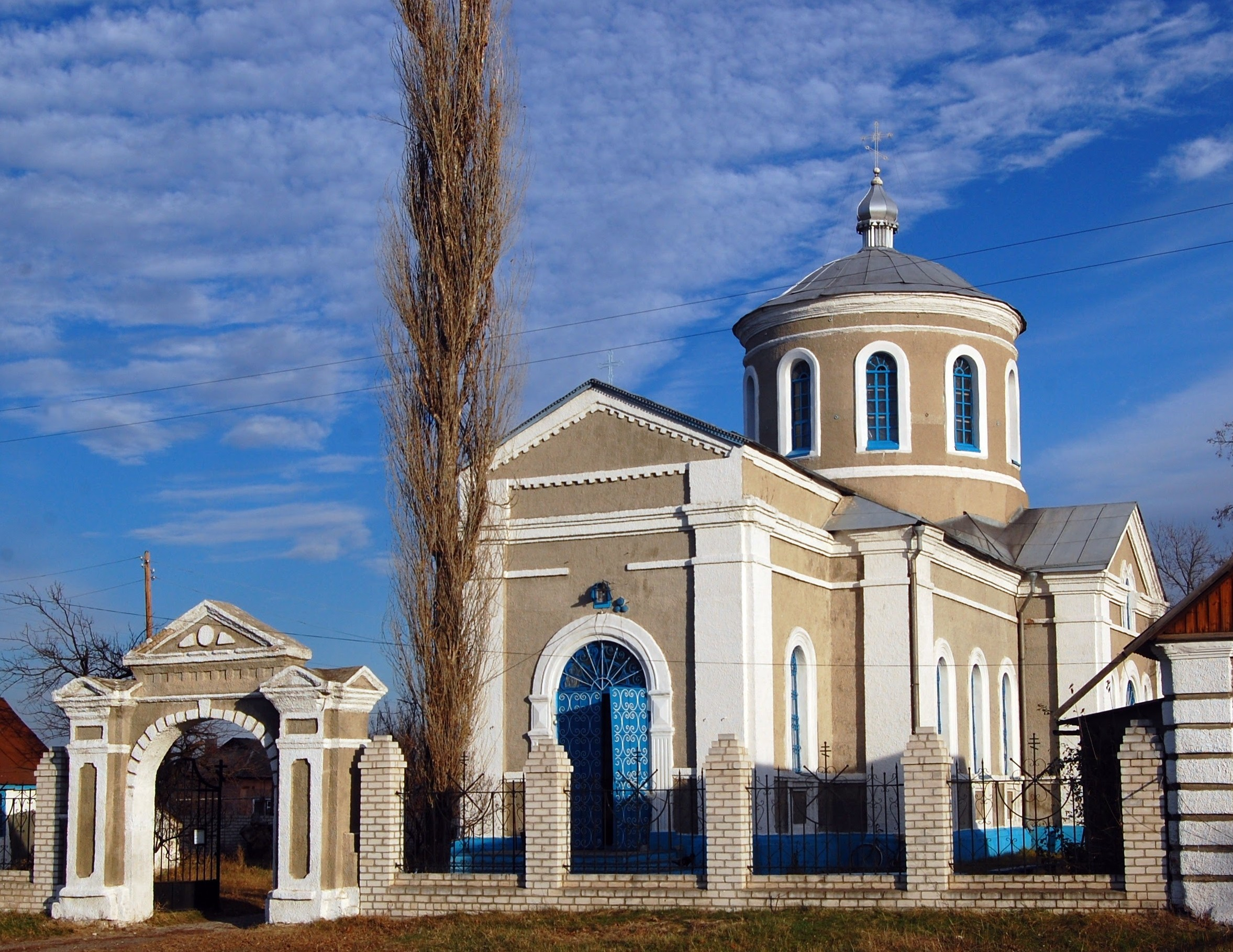
Покровская церковь

Новая Астрахань (укр. Нова Астрахань) / Гузиевка (укр. Гузіївка) — село в Кременском районе Луганской области Украины, административный центр и единственный населённый пункт Новоастраханского сельского совета.
С 28 февраля 2022 года оккупировано ВС РФ .

## История
Слобода Ново-Астраханская являлась центром Ново-Астраханской волости Старобельского уезда Харьковской губернии Российской империи.
Население по переписи 2001 года составляло 2052 человека.

## Известные уроженцы
- Данько, Василий Иосифович — Герой Советского Союза.

## Местный совет
92940, Луганська обл., Кремінський р-н, с. Нова Астрахань, вул. Леніна, 49 (укр.)